# ديوى روبنسون
ديوى روبنسون (بالإنجليزية: Dewey Robinson) هو ممثل أمريكي، ولد في 17 أغسطس 1898 بنيو هيفن في الولايات المتحدة، وتوفي في 11 ديسمبر 1950 بلاس فيغاس في الولايات المتحدة بسبب نوبة قلبية.

## أعمال

### أفلام
- (1933) أساءت التصرف معه
- (1935) حلم ليلة صيف

## وصلات خارجية
- ديوى روبنسون على موقع IMDb (الإنجليزية)
- ديوى روبنسون على موقع تيرنر كلاسيك موفيز (الإنجليزية)
- ديوى روبنسون على موقع أول موفي (الإنجليزية)
- ديوى روبنسون على موقع قاعدة بيانات برودواي على الإنترنت (الإنجليزية)
- ديوى روبنسون على موقع قاعدة بيانات الفيلم (الإنجليزية)